# 萨耶尔古迪
萨耶尔古迪（羅馬化：Cāyalkuṭi）是印度泰米尔纳德邦拉默纳特布勒姆县的一个城镇。总人口12049（2001年）。

## 人口
该地2001年总人口12049人，其中男性6067人，女性5982人；0—6岁人口1475人，其中男749人，女726人；识字率68.21%，其中男性为76.89%，女性为59.41%。